# Louis Charles Taillevis de Périgny
Pour les articles homonymes, voir Périgny.
Louis Charles Théodat Taillevis de Périgny est un homme politique français né le 8 octobre 1766 à Torbek (Saint-Domingue) et mort le 11 juin 1827 à Paris.
Fils de Charles Léon Taillevis de Périgny, député aux états-généraux de 1789, il est député de Loir-et-Cher de 1813 à 1815.

## Sources
- « Louis Charles Taillevis de Périgny », dans Adolphe Robert et Gaston Cougny, Dictionnaire des parlementaires français, Edgar Bourloton, 1889-1891 [détail de l’édition]